# Lista de políticos de Rolândia
Esta é a lista de políticos do município de Rolândia, estado brasileiro do Paraná.

## Lista de prefeitos
| Nº | Nome                                                                           | Imagem                | Partido                                          | Início do mandato       | Fim do mandato                          | Observações                                                       |
| 1  | Ari Correia Lima                                                               |                       | Partido Social Democrático PSD                   | 28 de janeiro de 1944   | 4 de março de 1945                      | Prefeito nomeado pelo Governador                                  |
| 2  | Ivahy Martins (Curitiba, 08.05.1901–)                                          |                       | Partido Social Democrático PSD                   | 5 de março de 1945      | 7 de agosto de 1946                     | Prefeito nomeado pelo Governador                                  |
| 3  | João de Jesus Neto                                                             |                       | Partido Social Democrático PSD                   | 8 de agosto de 1946     | 2 de dezembro de 1946                   | Prefeito nomeado pelo Governador                                  |
| 4  | Adalberto Junqueira da Silva                                                   |                       | Partido Trabalhista Brasileiro PTB               | 3 de dezembro de 1946   | 10 de abril de 1947                     | Prefeito nomeado pelo Governador                                  |
| 5  | Domingos de Oliveira Neves                                                     |                       | Partido Social Democrático PSD                   | 11 de abril de 1947     | 9 de dezembro de 1947                   | Prefeito nomeado pelo Governador                                  |
| 6  | Adalberto Junqueira                                                            |                       | Partido Trabalhista Brasileiro PTB               | 10 de dezembro de 1947  | 9 de dezembro de 1951                   | Prefeito eleito em sufrágio universal                             |
| 7  | Pedro Liberti                                                                  |                       | Partido Trabalhista Brasileiro PTB               | 10 de dezembro de 1951  | 9 de dezembro de 1955                   | Prefeito eleito em sufrágio universal                             |
| 8  | Primo Lepre (??, 1913– Londrina, 17.01.2004)                                   |                       | Partido Social Democrático PSD                   | 10 de dezembro de 1955  | 9 de dezembro de 1959                   | Prefeito eleito em sufrágio universal                             |
| 9  | Amadeu Puccini                                                                 |                       | Partido Trabalhista Brasileiro PTB               | 10 de dezembro de 1959  | 9 de dezembro de 1963                   | Prefeito eleito em sufrágio universal                             |
| 10 | Primo Lepre (??, 1913– Londrina, 17.01.2004)                                   |                       | Partido Democrata Cristão PDC                    | 10 de dezembro de 1963  | 30 de janeiro de 1969                   | Prefeito eleito em sufrágio universal                             |
| 11 | José Maria Galvão (Capão Bonito, 11.05.1930–)                                  |                       | Aliança Renovadora Nacional ARENA                | 31 de janeiro de 1969   | 30 de abril de 1969                     | Prefeito eleito em sufrágio universal cassado pelo Regime Militar |
| —  | Rubens Vieira Neves (Mallet, 30.11.1930–Curitiba, ??)                          |                       | Aliança Renovadora Nacional ARENA                | 30 de abril de 1969     | 30 de julho de 1969                     | Vice-prefeito eleito no cargo de Prefeito                         |
| 12 | Horácio Cabral                                                                 |                       | Aliança Renovadora Nacional ARENA                | 31 de julho de 1969     | 9 de dezembro de 1970                   | Prefeito eleito em votação indireta (Interventor)                 |
| 13 | Pedro Scomparin                                                                |                       | Aliança Renovadora Nacional ARENA                | 10 de dezembro de 1970  | 30 de janeiro de 1973                   | Prefeito eleito em sufrágio universal                             |
| 14 | Orlandino de Almeida (??, 1933–Londrina, 05.10.2010)                           |                       | Aliança Renovadora Nacional ARENA                | 31 de janeiro de 1973   | 31 de janeiro de 1977                   | Prefeito eleito em sufrágio universal                             |
| 15 | Pedro Scomparin                                                                |                       | Aliança Renovadora Nacional ARENA                | 1º de fevereiro de 1977 | 10 de maio de 1982                      | Prefeito eleito em sufrágio universal                             |
| 16 | Yukimassa Nakano                                                               |                       | Partido Democrático Social PDS                   | 11 de maio de 1982      | 31 de janeiro de 1983                   | Vice-prefeito eleito no cargo de titular                          |
| 17 | Eurides Moura (Santa Rita de Caldas, 01.02.1932–)                              |                       | Partido do Movimento Democrático Brasileiro PMDB | 1º de fevereiro de 1983 | 31 de dezembro de 1988                  | Prefeito eleito em sufrágio universal                             |
| 18 | José Perazolo (??, 1951–Londrina, 08.04.2008)                                  |                       | Partido Democrático Trabalhista PDT              | 1º de janeiro de 1989   | 31 de dezembro de 1992                  | Prefeito eleito em sufrágio universal                             |
| 19 | Leonardo Casado (Rolândia, 08.02.1951–)                                        |                       | Partido do Movimento Democrático Brasileiro PMDB | 1º de janeiro de 1993   | 31 de dezembro de 1996                  | Prefeito eleito em sufrágio universal                             |
| 20 | José Perazolo (??, 1951–Londrina, 08.04.2008)                                  |                       | Partido Democrático Trabalhista PDT              | 1º de janeiro de 1997   | 31 de janeiro de 2000                   | Prefeito eleito em sufrágio universal                             |
| 21 | Eurides Moura (Santa Rita de Caldas, 01.02.1932–)                              |                       | Partido do Movimento Democrático Brasileiro PMDB | 1º de janeiro de 2001   | 31 de dezembro de 2004                  | Prefeito eleito em sufrágio universal                             |
| 21 | Eurides Moura (Santa Rita de Caldas, 01.02.1932–)                              | 1º de janeiro de 2005 | Partido do Movimento Democrático Brasileiro PMDB | 31 de dezembro de 2008  | Prefeito reeleito em sufrágio universal |                                                                   |
| 22 | João Ernesto Johnny Lehmann, Joni (Blumenau, 23.03.1944– Londrina, 25.03.2018) |                       | Partido Trabalhista Brasileiro PTB               | 1º de janeiro de 2009   | 31 de dezembro de 2012                  | Prefeito eleito em sufrágio universal                             |
| 22 | João Ernesto Johnny Lehmann, Joni (Blumenau, 23.03.1944– Londrina, 25.03.2018) | 1º de janeiro de 2013 | Partido Trabalhista Brasileiro PTB               | 31 de dezembro de 2014  | Prefeito reeleito em sufrágio universal |                                                                   |
| —  | José de Paula Martins, Zé de Paula (Mantena, 17.04.1958–)                      |                       | Partido Social Democrático PSD                   | 1º de janeiro de 2015   | 20 de dezembro de 2015                  | Presidente da Câmara no cargo interinamente                       |
| 23 | Luiz Francisconi Neto, Doutor Francisconi (Londrina, 11.05.1968–)              |                       | Partido da Social Democracia Brasileira PSDB     | 21 de dezembro de 2015  | 31 de dezembro de 2016                  | Prefeito eleito em eleição suplementar de 06/12/2015              |
| 23 | Luiz Francisconi Neto, Doutor Francisconi (Londrina, 11.05.1968–)              | 1º de janeiro de 2017 | Partido da Social Democracia Brasileira PSDB     | 31 de dezembro de 2020  | Prefeito reeleito em sufrágio universal |                                                                   |
| 24 | Ailton Aparecido Maistro (Londrina, 02.03.1951–)                               |                       | Partido Social Liberal (PSL) PSD                 | 1º de janeiro de 2021   | 31 de dezembro de 2024                  | Prefeito eleito em sufrágio universal                             |
| 24 | Ailton Aparecido Maistro (Londrina, 02.03.1951–)                               | Partido Liberal PL    | 1° de janeiro de 2025                            | Atualidade              | Prefeito reeleito em sufrágio universal |                                                                   |

## Lista de vereadores

### 19ª Legislatura (2021–2024)
Estes são os vereadores eleitos nas eleições de 15 de novembro de 2020, pelo período de 1° de janeiro de 2021 a 31 de dezembro de 2024:
|    | Nome                                                                            | Partido                              | Votos | %    | Observações |
| -- | ------------------------------------------------------------------------------- | ------------------------------------ | ----- | ---- | ----------- |
| 1  | Guilherme de Magalhães Spanguemberg, Guilherme da Rádio (Londrina, 12.02.1980–) | Partido Trabalhista Brasileiro (PTB) | 1.506 | 4,96 | 1º mandato  |
| 2  | Rodrigo da Costa Teodoro, Rodrigão (Astorga, 22.04.1985–)                       | Partido Social Democrático (PSD)     | 1.164 | 3,84 | 2º mandato  |
| 3  | André Francisco Mariano Cardozo, Andrezinho da Farmácia (Rolândia, 10.05.1980–) | Partido Social Liberal (PSL)         | 913   | 3,01 | 2º mandato  |
| 4  | Paulo Sérgio de Jesus, Ratolino (Rolândia, 10.05.1980–)                         | Avante                               | 846   | 2,79 | 1º mandato  |
| 5  | Professora Janaína Andreza Beneli (Rolândia, 15.01.1976–)                       | Partido Social Liberal (PSL)         | 826   | 2,72 | 1º mandato  |
| 6  | Isaac José Altino (Rolândia, 11.04.1984–)                                       | Partido Trabalhista Brasileiro (PTB) | 766   | 2,52 | 1º mandato  |
| 7  | Sandro Márcio Leonardi (Rolândia, 08.03.1973–)                                  | Partido Socialista Brasileiro (PSB)  | 757   | 2,49 | 1º mandato  |
| 8  | Vilmar Fonseca da Silva, Vilmar Boy (Rolândia, 23.03.1982–)                     | Partido Socialista Brasileiro (PSB)  | 745   | 2,46 | 1º mandato  |
| 9  | Reginaldo Aparecido da Silva (2021-2024) (Sabáudia, 18.07.1969–)                | Partido Social Democrático (PSD)     | 606   | 2,00 | 3º mandato  |
| 10 | Cristina Pieretti de Souza (Rolândia, 09.06.1972–)                              | Progressistas (PP)                   | 518   | 1,71 | 1º mandato  |

### 18ª Legislatura (2017–2020)
Estes são os vereadores eleitos nas eleições de 2 de outubro de 2016, pelo período de 1° de janeiro de 2017 a 31 de dezembro de 2020:
|    | Nome                                                                            | Partido                                        | Votos | %    | Observações |
| -- | ------------------------------------------------------------------------------- | ---------------------------------------------- | ----- | ---- | ----------- |
| 1  | André Francisco Mariano Cardozo, Andrezinho da Farmácia (Rolândia, 10.05.1980–) | Partido Social Cristão (PSC)                   | 1.770 | 5,39 | 1º mandato  |
| 2  | Irineu Moreno de Paula (Rolândia, 06.04.1987–)                                  | Partido da Social Democracia Brasileira (PSDB) | 1.219 | 3,71 | 1º mandato  |
| 3  | João Manoel Ardigo (Rolândia, 17.03.1971–)                                      | Partido Socialista Brasileiro (PSB)            | 1.066 | 3,25 | 2º mandato  |
| 4  | Rodrigo da Costa Teodoro, Rodrigão (Astorga, 22.04.1985–)                       | Solidariedade (SD)                             | 1.066 | 3,25 | 1º mandato  |
| 5  | Eugênio Serpeloni (2017-2018) (Rolândia], 28.09.1958–)                          | Partido Social Democrático (PSD)               | 1.065 | 3,25 | 1º mandato  |
| 6  | Alex Santana (2019-2020) (São João do Ivaí, 10.10.1979–)                        | Partido Social Democrático (PSD)               | 1.057 | 3,22 | 2º mandato  |
| 7  | Professora Maria do Carmo Ferro Campiolo (Bocaina, 30.11.1961–)                 | Partido da Social Democracia Brasileira (PSDB) | 962   | 2,93 | 1º mandato  |
| 8  | Reginaldo Aparecido da Silva, do Boa Compra (Rolândia, 18.07.1969–)             | Solidariedade (SD)                             | 844   | 2,57 | 2º mandato  |
| 9  | Edileine Antonia Vanzan Griggio (Cambé, 14.06.1967–)                            | Partido Social Cristão (PSC)                   | 715   | 2,18 | 1º mandato  |
| 10 | João Salvador dos Santos, Gaúcho (Camargo, 29.12.1980–)                         | Partido Social Cristão (PSC)                   | 715   | 2,18 | 1º mandato  |

### 17ª Legislatura (2013–2016)
Estes são os vereadores eleitos nas eleições de 7 de outubro de 2012, pelo período de 1° de janeiro de 2013 a 31 de dezembro de 2016:
|    | Nome                                                                  | Partido                                            | Votos | %    | Observações |
| -- | --------------------------------------------------------------------- | -------------------------------------------------- | ----- | ---- | ----------- |
| 1  | Sabine Denise Giesen (2013-2014) (Rolândia, 22.06.1974–)              | Partido do Movimento Democrático Brasileiro (PMDB) | 1.425 | 4,23 | 1º mandato  |
| 2  | João Manoel Ardigo (Rolândia, 17.03.1971–)                            | Partido Socialista Brasileiro (PSB)                | 1.360 | 4,04 | 1º mandato  |
| 3  | Rodrigo Leocádio Jorge, Rodrigo do Locatelli (Rolândia, 23.08.1978–)  | Partido Progressista (PP)                          | 1.299 | 3,86 | 1º mandato  |
| 4  | Eneias Galvão (Capão Bonito, 10.11.1951–)                             | Partido da Social Democracia Brasileira (PSDB)     | 1.289 | 3,83 | 5º mandato  |
| 5  | Odyr Giordani Junior, Odir Polaco (Rolândia, 30.01.1966–)             | Partido Trabalhista Brasileiro (PTB)               | 1.019 | 3,02 | 1º mandato  |
| 6  | Alex Santana (São João do Ivaí, 10.10.1979–)                          | Partido Socialista Brasileiro (PSB)                | 909   | 2,70 | 1º mandato  |
| 7  | Reginaldo Aparecido da Silva, do Boa Compra (Rolândia, 18.07.1969–)   | Partido Progressista (PP)                          | 893   | 2,65 | 1º mandato  |
| 8  | Waldemar Moraes de Almeida (Rolândia, 01.08.1958–)                    | Partido do Movimento Democrático Brasileiro (PMDB) | 854   | 2,53 | 2º mandato  |
| 9  | José de Paula Martins, Zé de Paula (2015-2016) (Mantena, 17.04.1958–) | Partido Social Democrático (PSD)                   | 617   | 1,83 | 3º mandato  |
| 10 | Maico Francisco Pereira, Maico Dida (Rolândia, 06.08.1985–)           | Partido dos Trabalhadores (PT)                     | 527   | 1,56 | 1º mandato  |

### 16ª Legislatura (2009–2012)
Estes são os vereadores eleitos nas eleições de 5 de outubro de 2008, pelo período de 1° de janeiro de 2009 a 31 de dezembro de 2012:
|    | Nome                                                                    | Partido                                            | Votos | %    | Observações |
| -- | ----------------------------------------------------------------------- | -------------------------------------------------- | ----- | ---- | ----------- |
| 1  | Eneias Galvão (Capão Bonito, 10.11.1951–)                               | Partido da Social Democracia Brasileira (PSDB)     | 1.929 | 5,85 | 4º mandato  |
| 2  | Luiz Cesar de Araújo Jaymes (Ponta Grossa, 01.05.1968–)                 | Partido Democrático Trabalhista (PDT)              | 1.407 | 4,27 | 1º mandato  |
| 3  | Márcio Vinícius Gonçalves (Rolândia, 28.06.1989–)                       | Partido Democrático Trabalhista (PDT)              | 1.108 | 3,36 | 1º mandato  |
| 4  | José de Paula Martins, Zé de Paula (Mantena, 17.04.1958–)               | Partido Socialista Brasileiro (PSB)                | 1.009 | 3,06 | 2º mandato  |
| 5  | José Danilson Alves de Oliveira (2009-2012) (Cândido Mota, 12.08.1962–) | Partido Socialista Brasileiro (PSB)                | 923   | 2,80 | 3º mandato  |
| 6  | Paulo Santis (Loanda, 21.04.1962–)                                      | Partido Trabalhista Brasileiro (PTB)               | 890   | 2,70 | 3º mandato  |
| 7  | Eneide Alves Rodrigues, Eneide Huss (Maringá, 14.11.1960–)              | Partido da Social Democracia Brasileira (PSDB)     | 829   | 2,51 | 1º mandato  |
| 8  | Paulo Renato Sartori de Oliveira (Rolândia, 16.11.1973–)                | Partido Socialista Brasileiro (PSB)                | 823   | 2,50 | 1º mandato  |
| 9  | Professor Fábio Nogaroto (Arapongas, 19.01.1972–)                       | Partido dos Trabalhadores (PT)                     | 660   | 2,00 | 1º mandato  |
| 10 | Roberto de Souza Porto, São Martinho (Echaporã, 28.02.1952–)            | Partido do Movimento Democrático Brasileiro (PMDB) | 574   | 1,74 | 1º mandato  |

### 15ª Legislatura (2005–2008)
Estes são os vereadores eleitos nas eleições de 3 de outubro de 2004, pelo período de 1° de janeiro de 2005 a 31 de dezembro de 2008:
|    | Nome                                                                              | Partido                                            | Votos | %    | Observações |
| -- | --------------------------------------------------------------------------------- | -------------------------------------------------- | ----- | ---- | ----------- |
| 1  | José Danilson Alves de Oliveira (2005-2008) (Cândido Mota, 12.08.1962–)           | Partido do Movimento Democrático Brasileiro (PMDB) | 1.141 | 3,56 | 2º mandato  |
| 2  | Antonio Carlos Bebel, Caco Bebel (São Paulo, 07.09.1955–)                         | Partido do Movimento Democrático Brasileiro (PMDB) | 1.133 | 3,54 | 1º mandato  |
| 3  | Waldemar Moraes de Almeida (Rolândia, 01.08.1958–)                                | Partido do Movimento Democrático Brasileiro (PMDB) | 986   | 3,08 | 1º mandato  |
| 4  | Antônio Alves de Araújo Sobrinho, Toninho da Farmácia (Nova Resende, 09.01.1944–) | Partido do Movimento Democrático Brasileiro (PMDB) | 937   | 2,92 | 1º mandato  |
| 5  | Maria Luiza Rezende de Oliveira Muller (Rio de Janeiro, 23.09.1946–)              | Partido Democrático Trabalhista (PDT)              | 926   | 2,89 | 2º mandato  |
| 6  | Moacir Canônico (Rolândia, 28.07.1954–)                                           | Partido da Social Democracia Brasileira (PSDB)     | 785   | 2,45 | 1º mandato  |
| 7  | Milton Alves, Miltinho (Santo Antônio da Platina, 23.09.1950–)                    | Partido Socialista Brasileiro (PSB)                | 727   | 2,27 | 2º mandato  |
| 8  | José Rubens Massuci, Rubinho (Ubirajara, 04.09.1954–)                             | Partido da Social Democracia Brasileira (PSDB)     | 716   | 2,24 | 2º mandato  |
| 9  | José de Paula Martins, Zé de Paula (Mantena, 17.04.1958–)                         | Partido da Frente Liberal (PFL)                    | 618   | 1,93 | 1º mandato  |
| 10 | Professor Waldiceu Aparecido Verri (Rolândia, 15.09.1946–)                        | Partido Socialista Brasileiro (PSB)                | 471   | 1,47 | 2º mandato  |

### 14ª Legislatura (2001–2004)
Estes são os vereadores eleitos nas eleições de 1° de outubro de 2000, pelo período de 1° de janeiro de 2001 a 31 de dezembro de 2004:
|    | Nome                                                                      | Partido                                            | Votos | %    | Observações |
| -- | ------------------------------------------------------------------------- | -------------------------------------------------- | ----- | ---- | ----------- |
| 1  | José Giuliangeli de Castro (Paranavaí, 03.01.1970–)                       | Partido da Social Democracia Brasileira (PSDB)     | 1.574 | 5,61 | 1º mandato  |
| 2  | José Danilson Alves de Oliveira (Cândido Mota, 12.08.1962–)               | Partido do Movimento Democrático Brasileiro (PMDB) | 902   | 3,21 | 1º mandato  |
| 3  | Eneias Galvão (Capão Bonito, 10.11.1951–)                                 | Partido Trabalhista Brasileiro (PTB)               | 887   | 3,16 | 3º mandato  |
| 4  | Paulo Augusto Farina (Rolândia, 20.12.1980–)                              | Partido Democrático Trabalhista (PDT)              | 766   | 2,73 | 1º mandato  |
| 5  | Waldiceu Aparecido Verri (Rolândia, 15.09.1946–)                          | Partido Socialista Brasileiro (PSB)                | 738   | 2,63 | 1º mandato  |
| 6  | Milton Alves (Santo Antônio da Platina, 23.09.1950–)                      | Partido Popular Socialista (PPS)                   | 656   | 2,34 | 1º mandato  |
| 7  | Ismael Ferreira Martins (Rolândia, 14.12.1950–)                           | Partido da Social Democracia Brasileira (PSDB)     | 625   | 2,23 | 4º mandato  |
| 8  | Valdemiro Anesi (Rolândia, 14.03.1947–)                                   | Partido Democrático Trabalhista (PDT)              | 601   | 2,16 | 2º mandato  |
| 9  | Narciso Fernandes Bouças Junior (2001-2004) (Rio de Janeiro, 29.09.1931–) | Partido do Movimento Democrático Brasileiro (PMDB) | 587   | 2,09 | 2º mandato  |
| 10 | Eugênio Serpeloni (Rolândia, 28.09.1958–)                                 | Partido do Movimento Democrático Brasileiro (PMDB) | 582   | 2,07 | 1º mandato  |
| 11 | Arno Andreas Giessen (Londrina, 11.11.1945–)                              | Partido Socialista Brasileiro (PSB)                | 561   | 2,00 | 3º mandato  |
| 12 | Paulo Santis (Loanda, 21.04.1962–)                                        | Partido do Movimento Democrático Brasileiro (PMDB) | 532   | 1,89 | 2º mandato  |
| 13 | José Rubens Massuci (Ubirajara, 04.09.1954–)                              | Partido Trabalhista Brasileiro (PTB)               | 397   | 1,41 | 1º mandato  |

### 13ª Legislatura (1997–2000)
Estes são os vereadores eleitos nas eleições de 3 de outubro de 1996, pelo período de 1° de janeiro de 1997 a 31 de dezembro de 2000:
|    | Nome                                                                 | Partido                                            | Votos | %    | Observações |
| -- | -------------------------------------------------------------------- | -------------------------------------------------- | ----- | ---- | ----------- |
| 1  | Eneias Galvão (Capão Bonito, 10.11.1951–)                            | Partido do Movimento Democrático Brasileiro (PMDB) | 1.433 | 6,26 | 2º mandato  |
| 2  | Valdemiro Anesi (Rolândia, 14.03.1947–)                              | Partido Democrático Trabalhista (PDT)              | 884   | 3,86 | 1º mandato  |
| 3  | Osvanir de Salles (Rolândia, 29.04.1942–)                            | Partido Trabalhista Brasileiro (PTB)               | 839   | 3,67 | 3º mandato  |
| 4  | José Osmar Zinho Longhin (Potirendaba, 14.11.1950–)                  | Partido Democrático Trabalhista (PDT)              | 778   | 3,40 | 2º mandato  |
| 5  | Arno Andreas Giessen (Londrina, 11.11.1945–)                         | Partido Socialista Brasileiro (PSB)                | 744   | 3,25 | 2º mandato  |
| 6  | Maria Luiza Rezende de Oliveira Muller (Rio de Janeiro, 23.09.1946–) | Partido do Movimento Democrático Brasileiro (PMDB) | 720   | 3,15 | 1º mandato  |
| 7  | João Vrenna (Rancharia, 01.11.1943–)                                 | Partido da Frente Liberal (PFL)                    | 650   | 2,84 | 1º mandato  |
| 8  | Ismael Ferreira Martins (1997-1998) (Rolândia, 14.12.1950–)          | Partido do Movimento Democrático Brasileiro (PMDB) | 619   | 2,70 | 3º mandato  |
| 9  | Cezar de Sílvio (Rolândia, 26.03.1945–)                              | Partido Democrático Trabalhista (PDT)              | 610   | 2,66 | 2º mandato  |
| 10 | Vamberto Garcia Figueiredo (1999-2000) (Sabaudia, 01.04.1959–)       | Partido do Movimento Democrático Brasileiro (PMDB) | 509   | 2,22 | 2º mandato  |
| 11 | Jesus Maurício Innocencio de Souza (Rancharia, 28.12.1960–)          | Partido da Frente Liberal (PFL)                    | 484   | 2,11 | 1º mandato  |
| 12 | José Maria Galvão (Capão Bonito, 11.05.1930–)                        | Partido Democrático Trabalhista (PDT)              | 463   | 2,02 | 4º mandato  |
| 13 | Miguel Kolarovic (??, 1945–24.07.2021)                               | Partido Trabalhista Brasileiro (PTB)               | 399   | 1,74 | 2º mandato  |

### 12ª Legislatura (1993–1996)
Estes são os vereadores eleitos nas eleições de 3 de outubro de 1992, pelo período de 1° de janeiro de 1993 a 31 de dezembro de 1996:
|    | Nome                                                              | Partido                                            | Votos | Observações |
| -- | ----------------------------------------------------------------- | -------------------------------------------------- | ----- | ----------- |
| 1  | Arno Andreas Giessen (Londrina, 11.11.1945–)                      | Partido Socialista Brasileiro (PSB)                | 1.098 | 1º mandato  |
| 2  | Ismael Ferreira Martins (1993-1994) (Rolândia, 14.12.1950–)       | Partido do Movimento Democrático Brasileiro (PMDB) | 619   | 2º mandato  |
| 3  | Eneias Galvão (Capão Bonito, 10.11.1951–)                         | Partido do Movimento Democrático Brasileiro (PMDB) | 582   | 1º mandato  |
| 4  | Narciso Fernandes Bouças Junior (Rio de Janeiro, 29.09.1931–)     | Partido do Movimento Democrático Brasileiro (PMDB) | 563   | 1º mandato  |
| 5  | Miguel Kolarovic (??, 1945–24.07.2021)                            | Partido Trabalhista Brasileiro (PTB)               | 506   | 1º mandato  |
| 6  | José Maria Galvão (Capão Bonito, 11.05.1930–)                     | Partido Democrático Trabalhista (PDT)              | 498   | 3º mandato  |
| 7  | Bruno Antônio Giordani                                            | Partido Social Trabalhista (PST)                   | 436   | 1º mandato  |
| 8  | Hiroyuki Higa (Rolândia, 28.04.1949–)                             | Partido do Movimento Democrático Brasileiro (PMDB) | 411   | 1º mandato  |
| 9  | Vamberto Garcia Figueiredo (Sabaudia, 01.04.1959–)                | Partido do Movimento Democrático Brasileiro (PMDB) | 400   | 1º mandato  |
| 10 | Álvaro dos Santos Baco                                            | Partido Democrático Trabalhista (PDT)              | 396   | 1º mandato  |
| 11 | Paulo Roberto Pires                                               | Partido Democrático Trabalhista (PDT)              | 395   | 1º mandato  |
| 12 | Luiz Liberatti (1995-1996) (Jaú, 15.08.1935–Rolândia, 09.04.2023) | Partido do Movimento Democrático Brasileiro (PMDB) | 379   | 1º mandato  |
| 13 | Paulo Santis (Loanda, 21.04.1962–)                                | Partido Socialista Brasileiro (PSB)                | 286   | 1º mandato  |

### 11ª Legislatura (1989–1992)
Estes são os vereadores eleitos nas eleições de 15 de novembro de 1988, pelo período de 1º de janeiro de 1989 a 31 de dezembro de 1992:
|   | Nome                                                                           | Partido                                            | Votos | Observações |
| - | ------------------------------------------------------------------------------ | -------------------------------------------------- | ----- | ----------- |
| 1 | Osni Domingos Giordani (1989-1990) (Capinzal, 12.11.1940–Londrina, 21.02.2017) | Partido do Movimento Democrático Brasileiro (PMDB) | 1.263 | 1º mandato  |
| 2 | Ismael Ferreira Martins (Rolândia, 14.12.1950–)                                | Partido do Movimento Democrático Brasileiro (PMDB) | 832   | 1º mandato  |
| 3 | Horácio Fernandes Negrão Filho                                                 | Partido Liberal (PL)                               | 698   | 1º mandato  |
| 4 | Cezar de Sílvio (Rolândia, 26.03.1945–)                                        | Partido Liberal (PL)                               | 590   | 1º mandato  |
| 5 | Osvanir de Salles (Rolândia, 29.04.1942–)                                      | Partido do Movimento Democrático Brasileiro (PMDB) | 537   | 2º mandato  |
| 6 | José Osmar Zinho Longhin (1991-1992) (Potirendaba, 14.11.1950–)                | Partido Democrático Trabalhista (PDT)              | 527   | 1º mandato  |
| 7 | Francisco de Paula Sobrinho (Rolândia, 14.11.1947–)                            | Partido do Movimento Democrático Brasileiro (PMDB) | 507   | 1º mandato  |
| 8 | José Carlos Farina (Rolândia, 11.07.1956–)                                     | Partido Democrático Trabalhista (PDT)              | 434   | 2º mandato  |
| 9 | José Maria Galvão (Capão Bonito, 11.05.1930–)                                  | Partido Democrático Trabalhista (PDT)              | 367   | 2º mandato  |

### 10ª Legislatura (1983–1988)
Estes são os vereadores eleitos nas eleições de 15 de novembro de 1982, pelo período de 1º de fevereiro de 1983 a 31 de dezembro de 1988:
|    | Nome                                                                       | Partido                                            | Votos | Observações |
| -- | -------------------------------------------------------------------------- | -------------------------------------------------- | ----- | ----------- |
| 1  | Osvanir de Salles (Rolândia, 29.04.1942–)                                  | Partido do Movimento Democrático Brasileiro (PMDB) | 1.490 | 1º mandato  |
| 2  | Leonardo Casado (1985-1986) (Rolândia, 08.02.1951–)                        | Partido do Movimento Democrático Brasileiro (PMDB) | 768   | 1º mandato  |
| 3  | Antonio Toninho de Oliveira Muller (1983-1984) (Rolândia, 1942–24.09.2021) | Partido do Movimento Democrático Brasileiro (PMDB) | 668   | 1º mandato  |
| 4  | José Benedito Matheus (??, 1929–20.03.2018)                                | Partido do Movimento Democrático Brasileiro (PMDB) | 601   | 3º mandato  |
| 5  | Primo Lepre (??, 1913–Londrina, 17.01.2004)                                | Partido do Movimento Democrático Brasileiro (PMDB) | 542   | 2º mandato  |
| 6  | Luiz Carlos Thomazetti                                                     | Partido do Movimento Democrático Brasileiro (PMDB) | 531   | 1º mandato  |
| 7  | Nikolaus Schauff (1987-1988) (Alemanha, 1937–Rolândia, 20.08.2020)         | Partido do Movimento Democrático Brasileiro (PMDB) | 513   | 1º mandato  |
| 8  | Nelson Armacollo                                                           | Partido do Movimento Democrático Brasileiro (PMDB) | 472   | 1º mandato  |
| 9  | José Carlos Farina (Rolândia, 11.07.1956–)                                 | Partido do Movimento Democrático Brasileiro (PMDB) | 428   | 1º mandato  |
| 10 | Elpídio Mologni (Londrina, 03.07.1947–)                                    | Partido do Movimento Democrático Brasileiro (PMDB) | 427   | 1º mandato  |
| 11 | Jair Locatelli                                                             | Partido Democrático Social (PDS)                   | 322   | 1º mandato  |
| 12 | Euclides Fransson (03.07.1942–Rolândia, 21.01.2019)                        | Partido Democrático Social (PDS)                   | 286   | 2º mandato  |
| 13 | Odair Casado                                                               | Partido Democrático Social (PDS)                   | 258   | 1º mandato  |

### 9ª Legislatura (1977–1982)
Estes são os vereadores eleitos nas eleições de 15 de novembro de 1976, pelo período de 31 de janeiro de 1977 a 31 de janeiro de 1983:
|    | Nome                                                         | Partido                                | Votos | Observações |
| -- | ------------------------------------------------------------ | -------------------------------------- | ----- | ----------- |
| 1  | Odir Teodorico Giordani (1977-1978 e 1982)                   | Aliança Renovadora Nacional (ARENA)    | 623   | 1º mandato  |
| 2  | José Perazolo (??, 1951–Londrina, 08.04.2008)                | Movimento Democrático Brasileiro (MDB) | 582   | 1º mandato  |
| 3  | Euclides Fransson (03.07.1942–Rolândia, 21.01.2019)          | Aliança Renovadora Nacional (ARENA)    | 565   | 1º mandato  |
| 4  | Irineu Lovato (1979-1981) (Cambé, 1949–Rolândia, 04.01.2023) | Aliança Renovadora Nacional (ARENA)    | 558   | 1º mandato  |
| 5  | Orlando Melin                                                | Aliança Renovadora Nacional (ARENA)    | 549   | 1º mandato  |
| 6  | Yukio Terahata                                               | Aliança Renovadora Nacional (ARENA)    | 529   | 1º mandato  |
| 7  | Antonio Ligmanovski (??, 1935–Rolândia, 18.09.2014)          | Aliança Renovadora Nacional (ARENA)    | 518   | 1º mandato  |
| 8  | Arthur José Altino                                           | Aliança Renovadora Nacional (ARENA)    | 497   | 1º mandato  |
| 9  | Robério Rodrigues                                            | Aliança Renovadora Nacional (ARENA)    | 443   | 5º mandato  |
| 10 | Nelson Barbosa                                               | Movimento Democrático Brasileiro (MDB) | 439   | 1º mandato  |
| 11 | Ângelo Antonio Maroneze                                      | Aliança Renovadora Nacional (ARENA)    | 430   | 1º mandato  |
| 12 | Salvador de Souza Lima                                       | Aliança Renovadora Nacional (ARENA)    | 417   | 2º mandato  |
| 13 | Paulo Sato                                                   | Movimento Democrático Brasileiro (MDB) | 381   | 1º mandato  |

### 8ª Legislatura (1973–1976)
Estes são os vereadores eleitos nas eleições de 15 de novembro de 1972, pelo período de 31 de janeiro de 1973 a 30 de janeiro de 1977:
|    | Nome                                                                                        | Partido                             | Votos | Observações |
| -- | ------------------------------------------------------------------------------------------- | ----------------------------------- | ----- | ----------- |
| 1  | Salvador de Souza Lima                                                                      | Aliança Renovadora Nacional (ARENA) | 1.420 | 1º mandato  |
| 2  | Yukimassa Nakano                                                                            | Aliança Renovadora Nacional (ARENA) | 1.351 | 1º mandato  |
| 3  | Silas Neves de Souza (1973-1974) (Bom Jesus do Itabapoana, 30.08.1932–Curitiba, 24.08.2006) | Aliança Renovadora Nacional (ARENA) | 1.344 | 3º mandato  |
| 4  | Eurides Moura (1975-1976) (Santa Rita de Caldas, 01.02.1932–)                               | Aliança Renovadora Nacional (ARENA) | 1.059 | 1º mandato  |
| 5  | Antonio Aquino Pinheiro (Itabapoana, 19??–Jacarezinho, 2004)                                | Aliança Renovadora Nacional (ARENA) | 983   | 3º mandato  |
| 6  | Carlos Meisen                                                                               | Aliança Renovadora Nacional (ARENA) | 897   | 1º mandato  |
| 7  | Antônio Orozimbo Gonçalves                                                                  | Aliança Renovadora Nacional (ARENA) | 865   | 1º mandato  |
| 8  | José Benedito Matheus (??, 1929–20.03.2018)                                                 | Aliança Renovadora Nacional (ARENA) | 823   | 2º mandato  |
| 9  | Choji Miyamura                                                                              | Aliança Renovadora Nacional (ARENA) | 775   | 1º mandato  |
| 10 | Sérgio Tupan                                                                                | Aliança Renovadora Nacional (ARENA) | 731   | 1º mandato  |
| 11 | Vitório Serpeloni                                                                           | Aliança Renovadora Nacional (ARENA) | 580   | 3º mandato  |
| 12 | Robério Rodrigues                                                                           | Aliança Renovadora Nacional (ARENA) | 571   | 4º mandato  |
| 13 | Olavo Serpeloni                                                                             | Aliança Renovadora Nacional (ARENA) | 564   | 1º mandato  |

### 7ª Legislatura (1969–1972)
Estes são os vereadores eleitos nas eleições de 15 de novembro de 1968:
|    | Nome                                                                                          | Partido                                | Votos | Observações                            |
| -- | --------------------------------------------------------------------------------------------- | -------------------------------------- | ----- | -------------------------------------- |
| 1  | Xenofonte de Macedo Xavier Villanueva (1970) (Curitiba, 21.08.1924–Foz do Iguaçu, 15.07.2016) | Aliança Renovadora Nacional (ARENA)    | 784   | 1º mandato                             |
| 2  | Nilton Carvalho e Silva                                                                       | Aliança Renovadora Nacional (ARENA)    | 620   | 1º mandato                             |
| 3  | Antônio Pincelli                                                                              | Aliança Renovadora Nacional (ARENA)    | 587   | 1º mandato                             |
| 4  | Robério Rodrigues                                                                             | Aliança Renovadora Nacional (ARENA)    | 570   | 3º mandato                             |
| 5  | Antonio Cecílio Gonçalves                                                                     | Movimento Democrático Brasileiro (MDB) | 514   | 2º mandato                             |
| 6  | Pedro Scomparin                                                                               | Aliança Renovadora Nacional (ARENA)    | 506   | 1º mandato                             |
| 7  | Massayo Konno (12.1970-1971)                                                                  | Aliança Renovadora Nacional (ARENA)    | 464   | 2º mandato                             |
| '8 | Otávio Zago                                                                                   | Aliança Renovadora Nacional (ARENA)    | 456   | 2º mandato                             |
| 9  | Silas Neves de Souza (1969) (Bom Jesus do Itabapoana, 30.08.1932–Curitiba, 24.08.2006)        | Aliança Renovadora Nacional (ARENA)    | 369   | 2º mandato                             |
| 10 | Orlandino de Almeida (??, 1933–Londrina, 05.10.2010)                                          | Aliança Renovadora Nacional (ARENA)    | 356   | 1º mandato                             |
| 11 | Odorico Vieira de Camargo                                                                     | Movimento Democrático Brasileiro (MDB) | 344   | 1º mandato                             |
| –  | José Antonio de Almeida                                                                       | Aliança Renovadora Nacional (ARENA)    | 338   | 1º mandato No lugar de Pedro Scomparin |
| 12 | Luiz Pinguelli                                                                                | Movimento Democrático Brasileiro (MDB) | 329   | 1º mandato                             |
| 13 | Desidério Campiolo                                                                            | Movimento Democrático Brasileiro (MDB) | 300   | 1º mandato                             |

### 5ª Legislatura (1964–1968)
Estes são os vereadores eleitos nas eleições de 6 de outubro de 1963, pelo período de 2 de dezembro de 1963 a 31 de janeiro de 1969:
|    | Nome                                                                            | Partido                                | Votos | Observações |
| -- | ------------------------------------------------------------------------------- | -------------------------------------- | ----- | ----------- |
| 1  | Otávio Zago                                                                     | Partido Democrata Cristão (PDC)        | 532   | 1º mandato  |
| 2  | Antonio Aquino Pinheiro                                                         | Partido de Representação Popular (PRP) | 477   | 2º mandato  |
| 3  | André Colussi                                                                   | Partido Trabalhista Brasileiro (PTB)   | 447   | 1º mandato  |
| 4  | José Benedito Matheus (??, 1929–20.03.2018)                                     | Partido Trabalhista Brasileiro (PTB)   | 436   | 1º mandato  |
| 5  | Robério Rodrigues                                                               | Partido Trabalhista Brasileiro (PTB)   | 421   | 2º mandato  |
| 6  | Massayo Konno                                                                   | Partido Democrata Cristão (PDC)        | 337   | 1º mandato  |
| 7  | Antonio Cecílio Gonçalves                                                       | Partido Trabalhista Brasileiro (PTB)   | 332   | 1º mandato  |
| 8  | Vitório Serpeloni                                                               | Partido Democrata Cristão (PDC)        | 279   | 2º mandato  |
| 9  | Cicero Ciro Simonini (1964-1968)                                                | Partido Democrata Cristão (PDC)        | 255   | 2º mandato  |
| 10 | Álvaro Eugênio Cabral (Colina, 24.11.1919–??, 1984)                             | Partido Trabalhista Brasileiro (PTB)   | 209   | 2º mandato  |
| 11 | Benedito Ferreira                                                               | Partido de Representação Popular (PRP) | 171   | 2º mandato  |
| 12 | Silas Neves de Souza (Bom Jesus do Itabapoana, 30.08.1932–Curitiba, 24.08.2006) | Partido Trabalhista Nacional (PTN)     | 170   | 1º mandato  |

### 4ª Legislatura (1960–1963)
Estes são os vereadores eleitos nas eleições de 1959, pelo período de 9 de dezembro de 1959 a 9 de dezembro de 1963:
|    | Nome                                                       | Partido                              | Votos | Observações |
| -- | ---------------------------------------------------------- | ------------------------------------ | ----- | ----------- |
| 1  | Álvaro Eugênio Cabral (Colina, 24.11.1919–??, 1984)        | Partido Trabalhista Brasileiro (PTB) | 524   | 1º mandato  |
| 2  | Primo Lepre (??, 1913–Londrina, 17.01.2004)                | Partido Social Democrático (PSD)     | 496   | 1º mandato  |
| 3  | Alberto Matheus (1959-1960)                                | Partido Trabalhista Brasileiro (PTB) | 415   | 1º mandato  |
| 4  | Antônio D'Andrea Porto Alegre, 19.05.1910–03.11.1966)      | Partido Trabalhista Brasileiro (PTB) | 381   | 1º mandato  |
| 5  | José Maria Galvão (Capão Bonito, 11.05.1930–)              | Partido Social Democrático (PSD)     | 380   | 1º mandato  |
| 6  | Divanir Adalberto Hembecker ??, 1921–Londrina, 29.12.2008) | Partido Social Democrático (PSD)     | 350   | 1º mandato  |
| 7  | Abdo Sacca ??, 01.10.1925–Londrina, 25.01.2013)            | Partido Trabalhista Brasileiro (PTB) | 335   | 1º mandato  |
| 8  | Antonio Aquino Pinheiro                                    | Partido Social Progressista (PSP)    | 296   | 1º mandato  |
| 9  | Robério Rodrigues                                          | Partido Trabalhista Brasileiro (PTB) | 290   | 1º mandato  |
| 10 | Vitório Serpeloni                                          | Partido Social Democrático (PSD)     | 275   | 1º mandato  |
| 11 | Pedro Serpeloni ??, 1917–1964)                             | Partido Social Progressista (PSP)    | 250   | 1º mandato  |
| 12 | Benedito Ferreira                                          | Partido Trabalhista Brasileiro (PTB) | 226   | 1º mandato  |

## Legenda
| cor  | significado          |
| Bege | Presidente da Câmara |
| Azul | Suplente             |